# Постранский, Виталий Михайлович
Виталий Михайлович Постранский (укр. Віталій Михайлович Постранський; 2 августа 1977, Тышковцы, Ивано-Франковская область) — украинский футболист, вратарь.

## Биография
В пятилетнем возрасте переехал во Львов. Закончил Львовский медицинский институт. Выступал в командах «Галичина» (Дрогобыч), ФК «ЛАЗ» (Львов), «Гарай» (Жовква), «Карпаты-2» (Львов), ФК «Львов», «Ротор» (Волгоград), «Кривбасс» (Кривой Рог), «Ворскла» (Полтава), «Волынь» (Луцк).
В «Роторе» не играл за основной состав, но провёл 10 матчей за дубль клуба в победном для него турнире дублёров 2001 года.
В 2006—2009 годах — игрок клуба «Металлург» (Запорожье).
В 2009—2010 гг. выступал за «Симург» (Закаталы).
В августе 2011 подписал контракт с луцкой «Волынью». В команде он взял 22 номер.